# Anime+
Anime+ (アニメ+?) es un canal televisión, especializado en series de anime transmitido por Nippon BS.

## Historia
Anime+ inicia su transmisión en Nippon BS el 1 de diciembre de 2007. El primer presidente es Yamashina Makoto, hijo de Naoharu Yamashina, fundador de Bandai, que junto con Bandai Visual participaron en muchos de los trabajos de radiodifusión de Anime+.
Para las transmisiones por internet, ha tenido la cooperación de Bandai Channel.

## Programas de radiodifusión
- Durarara!! x2
- Shingeki no Bahamut
- Gate: Jieitai Kano Chi nite, Kaku Tatakaeri
- Dimension W
- Musaigen no Phantom World
- Gakusen Toshi Asterisk

Programa especial
- WORKING!!